# Wigbert Van Lierde
Wigbert Van Lierde (Aalst, 2 oktober 1958) is een Vlaamse zanger, gitarist en liedjesschrijver. Hij treedt op onder de naam Wigbert.

## Biografie
Wigbert groeide op in Gent, en werd voor het eerst door het grote publiek opgemerkt als gitarist bij Jan De Wilde. In 1988 ondersteunde hij de bard uit Aaigem op diens album De bende van Jan De Wilde. In 1991 verscheen Wigberts debuutalbum Ticket in de nachtkastla, met daarop de single Ebbenhout blues, die een grote hit werd in Vlaanderen. De opvolger in 1994 heette Nieuwe tatoeages. In 1997 verscheen zijn derde album, Aan alle Belgen, dat beïnvloed is door de Amerikaanse country-rock en opnieuw werd geproduceerd door Wouter Van Belle.
Hierna profileerde Wigbert zich niet langer als soloartiest maar legde zich toe op zijn activiteiten als songwriter of begeleidend gitarist voor o.a. Jo Lemaire, Axelle Red en Paul Michiels. Daarnaast trad hij nog onder de spots in groepsverband, onder meer met Zakformaat XL en De Flandriens. In 2008 namen de gebroeders Walschaerts van Kommil Foo het voortouw in een samenwerking om Wigberts album Altijd wel iets te promoten via een theatertournee.
Zijn nummer Ebbenhout blues werd in 2013 opgenomen in De Eregalerij van de Vlaamse klassiekers van Radio 2. In 2019 verscheen zijn zesde studioalbum Wij twee.
Wigbert Van Lierde was tevens docent aan het Herman Teirlinck Instituut en aan het Conservatorium Gent. Hij heeft twee zonen.

## Discografie

### Albums
| Album met hitnotering(en) in de Vlaamse Ultratop 200 albums | Datum van verschijnen | Datum van binnenkomst | Hoogste positie | Aantal weken | Opmerkingen                |
| ----------------------------------------------------------- | --------------------- | --------------------- | --------------- | ------------ | -------------------------- |
| Ticket in de nachtkastla                                    | 1991                  | -                     |                 |              |                            |
| Nieuwe tatoeages                                            | 1995                  | -                     |                 |              |                            |
| Roughs                                                      | 1995                  | -                     |                 |              |                            |
| Aan alle Belgen                                             | 1996                  | -                     |                 |              |                            |
| Geselecteerd                                                | 1997                  | -                     |                 |              |                            |
| Het beste van                                               | 1999                  | -                     |                 |              | Verzamelalbum              |
| M'n liefste                                                 | 2000                  | -                     |                 |              |                            |
| Live                                                        | 2001                  | -                     |                 |              | Livealbum / met Fay Lovsky |
| The essential of Wigbert                                    | 2003                  | -                     |                 |              | Verzamelalbum              |
| Altijd wel iets                                             | 10-10-2008            | -                     |                 |              |                            |
| De 5 gezichten van de maan                                  | 2009                  | -                     |                 |              |                            |
| Niet gewoon                                                 | 09-03-2012            | -                     |                 |              |                            |
| Wij twee                                                    | 30-08-2019            | -                     |                 |              |                            |

### Singles
| Single met hitnotering(en) in de Vlaamse Ultratop 50 | Datum van verschijnen | Datum van binnenkomst | Hoogste positie | Aantal weken | Opmerkingen                                  |
| ---------------------------------------------------- | --------------------- | --------------------- | --------------- | ------------ | -------------------------------------------- |
| Ebbenhout blues                                      | 1991                  | 12-10-1991            | 5               | 13           | Nr. 1 in de Vlaamse Top 10                   |
| Rimpel                                               | 1995                  | -                     | -               | -            |                                              |
| Aan alle Belgen                                      | 1996                  | -                     | -               | -            |                                              |
| Titanic                                              | 1999                  | -                     | -               | -            |                                              |
| De maakbare mens                                     | 2012                  | 31-03-2012            | tip70           | -            |                                              |
| Een echte man                                        | 2012                  | 12-05-2012            | tip39           | -            |                                              |
| Niks mis mee                                         | 2015                  | 15-08-2015            | tip43           | -            | met Sabien Tiels Nr. 20 in de Vlaamse Top 50 |
| De donkerste nacht                                   | 2018                  | 02-06-2018            | tip             | -            | Nr. 23 in de Vlaamse Top 50                  |
| Kan niet                                             | 2019                  | 28-09-2019            | tip16           | -            | Nr. 6 in de Vlaamse Top 50                   |